# Chienes
Kiens tiếng Ý: Chienes) là một đô thị ở tỉnh Bolzano-Bozen trong vùng Trentino-Alto Adige/Südtirol của Ý, có vị trí cách khoảng 100 km về phía đông bắc của Trento và khoảng 50 km về phía đông bắc của Bolzano. Tại thời điểm ngày 31 tháng 12 năm 2004, đô thị này có dân số 2.646 người và diện tích là 33,9 km².
Đô thị Kiens có các frazioni (các đơn vị cấp dưới, chủ yếu là các làng) Casteldarne, Monghezzo, Corti và San Sigismondo.
Kiens giáp các đô thị: Pfalzen, Rodeneck, St. Lorenzen, Mühlwald, Terenten và Vintl.